# Turquía en los Juegos Olímpicos de Londres 1908
Turquía estuvo representada en los Juegos Olímpicos de Londres 1908 por un deportista masculino que compitió en gimnasia artística.
El equipo olímpico turco no obtuvo ninguna medalla en estos Juegos.